# ドキュメントウェアハウス
ドキュメントウェアハウス (英: document warehouse)は、データウェアハウスの分野では、テキスト文書やマルチメディア文書などの非構造化データを分析、共有、および再利用するためのソフトウェアフレームワークである 。 これは、表形式の販売レポートなどの構造化データに焦点を当てたデータウェアハウスとは異なる。
一方、 Document Warehouse for SAPは、 SAPのビジネスアプリケーションがFileNetによって保存されたドキュメントイメージにアクセスできるようにするFileNetの商用ソフトウェアである。 